# Pseudoalteromonas
Pseudoalteromonas ist eine Gattung mariner Gram-negativer Bakterien. Die Gattung wurde aufgrund von Analysen der ribosomalen DNA (rDNA: der in die rRNA transkribierten DNA) nach einem Vorschlag von G. Gauthier et al. (1995) von der Gattung Alteromonas abgetrennt.
Bis dahin war die Gattung Alteromonas zusammen mit Pseudomonas als „Zufluchtsort“ und „Sammelbecken“ für sehr verschiedene Gram-negative, heterotrophe, aerobe Bakterien mit einer polaren (am Ende der Zellen befindlichen) Geißeln verwendet worden. Lediglich der G+C-Gehalt diente als Unterscheidungskriterium für diese beiden Gattungen: 38 bis 50 mol% für Alteromonas-Arten, 55 bis 64 mol% für Pseudomonas-Arten.
rRNA-DNA-Hybridisierungsexperimente hatten dann 1995 gezeigt, dass die so definierte Gattung Alteromonas sehr heterogen war und anhand der rRNA etwa drei Gruppen unterschieden werden konnten. Zudem unterstützte die sehr geringe Homologie der Genome der Alteromonas-Typusart A. macleodii mit allen anderen damals bekannten Arten der Gattung, dass diese Organismen nicht verwandt sind. Daher wurden die bisherigen Alteromonas-Arten bis auf diese Typusart in die neue Gattung Pseudoalteromonas übergeführt.
Die Typusart der Gattung Pseudoalteromonas ist P. haloplanktis, der Referenzstamm dieser Art ist ATCC 14393 (alias Stamm 215 von Baumann et al., 1972).

## Beschreibung
Pseudoalteromonas ist eine Gattung aerober, mariner Bakterien. Die phänotypische Beschreibung der Gattung Pseudoalteromonas entspricht im Wesentlichen der Beschreibung Gattung Alteromonas: Die Zellen aller Pseudoalteromonas-Arten sind Gram-negative, nicht sporenbildende, gerade oder gekrümmte Stäbchen mit einer Länge von 1,8 bis 3,0 μm bei einem Durchmesser von 0,2 bis 1,5 μm.
Die Zellen der meisten Arten sind durch einzelne, nicht umhüllte endständige (‚polare‘) Geißeln beweglich; einige Arten wie z. B. P. luteoviolacea und P. denitrificans haben jedoch umhüllte Geißeln.
Es gibt auch Arten bzw. Stämme wie SM9913, die neben der polaren noch über seitliche (‚transversale‘) Geißeln verfügen.

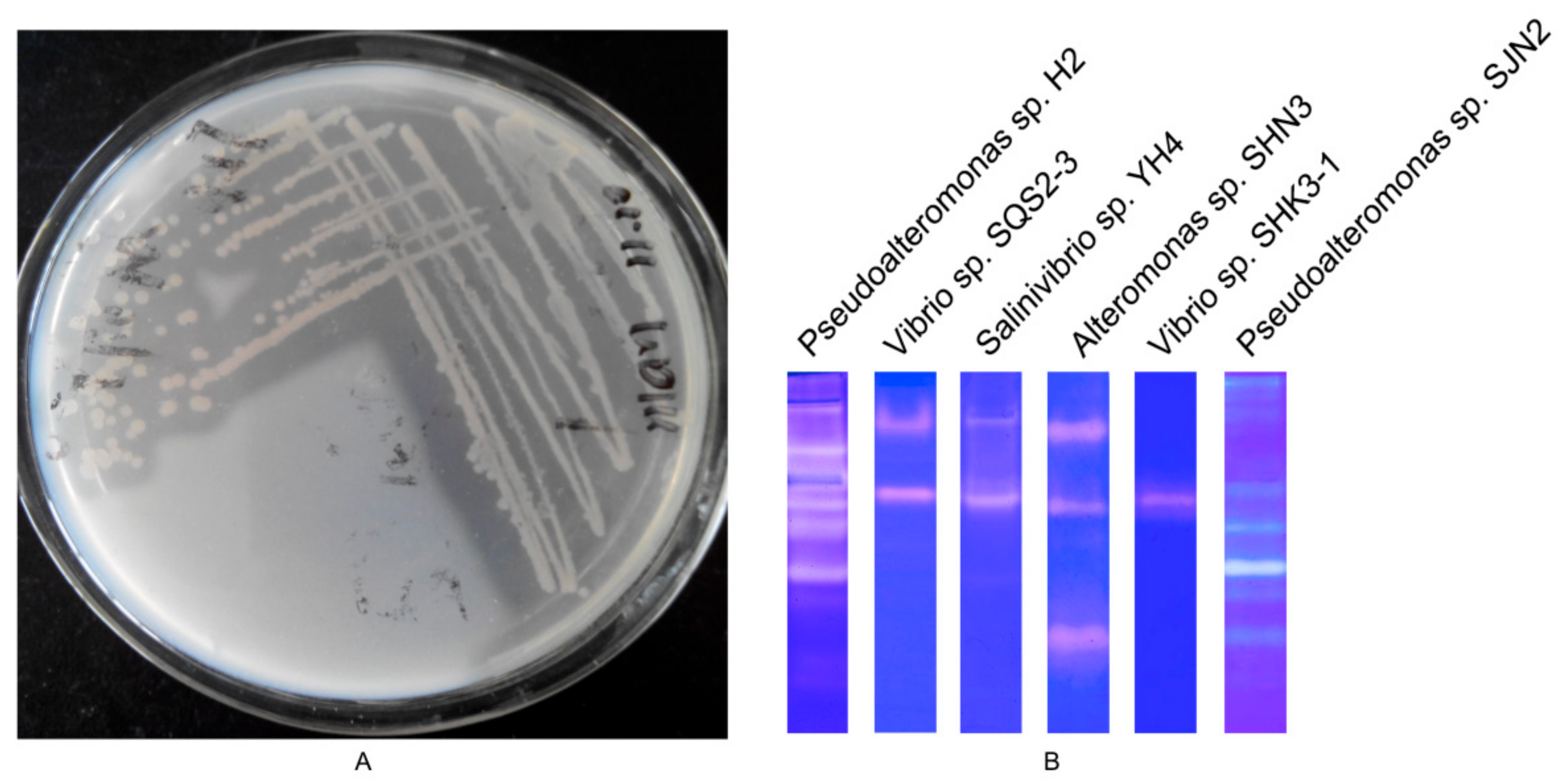
Caseinolytische Wirkung der von P. sp. H2 erzeugten Metalloprotease EH2 anhand einer mit Casein beschichteten Petrischale; zum Vergleich: Vibrio sp. SQS2-3, Salinivibrio sp. YH4, Alteromonas sp. SHN3, Vibrio sp. SHK3-1, und Pseudoalteromonas sp. SJN2.

Es gibt keine Lumineszenz, aber mehrere Arten produzieren Pigmente.
Alle Arten wachsen bei ca. 20 °C, benötigen für ihr Wachstum ein Substrat auf Meerwasserbasis.
Es handelt sich um streng aerobe, chemoorganotrophe Organismen mit Atmungs-, aber nicht Gärungs-Stoffwechsel.
Es wurden Pseudoalteromonas-Vertreter identifiziert, die in der Tiefsee bei Temperaturen unter 5 °C leben.
Diese Bakterien verfügen über eine Oxidase, die Katalaseaktivität ist im Allgemeinen aber schwach und unregelmäßig.
Mit Ausnahme von P. denitrificans sind die Mitglieder der Gattung nicht zur Denitrifikation fähig.
Keiner der Stämme hat ein konstitutives Arginindihydrolase-Stoffwechselsystem.
Die Stämme akkumulieren keine Polyhydroxybuttersäure.
Viele Stämme benötigen organische Wachstumsfaktoren.
Die folgende Kombination von Eigenschaften findet sich bei allen 12 ursprünglich zugehörigen Arten von 1995:
- vorhanden: Gelatinase,[5] Lipase, Lecithinase[6] und DNase
- Verwertung von d-Glucose als einzige Kohlenstoffquelle
- d. h. keine Verwertung von d-Ribose, l-Rhamnose, Turanose, d-Gluconat, Glucuronat, D/L-Glycerinsäure, m-Hydroxybenzoesäure, Erythrit, Sorbit, myo-Inosit (meso-Inosit), Adonit, Salicin, l-Valin und l-Ornithin.[1]

Pseudoalteromonas-Stämme können potenziell wertvolle biologisch aktive Verbindungen, wie z. B. Proteasen, synthetisieren. Die Gattung ist die bedeutendste Gruppe von kultivierbaren Protease-produzierenden Meeresbakterien.
Der G+C-Gehalt des Genoms liegt zwischen 37 und 50 mol%.

## Stamm McH1-7
Der Pseudoalteromonas-Stamm McH1-7 gilt in der NCBI-Taxonomie als „unclassified“ mit provisorischem Artnamen Pseudoalteromonas sp. McH1-7; die GTDB ordnet diesen Stamm jedoch der Spezies P. peptidolytica zu.
Nach einer von Blake Ushijima, Valerie Paul et al. im Mai 2023 veröffentlichten Studie ist dieser Stamm das erste wirksame bakterielle Probiotikum, das die Korallenkrankheit Stony Coral Tissue Loss Disease (SCTLD) behandeln und abwehren kann. SCTLD befällt mindestens 24 Arten von Steinkorallen, wichtige Lebensräume für Fische und andere Meerestiere mit wirtschaftlichem und ökologischem Wert, da sie dazu beitragen, die Küsten vor Sturmschäden zu schützen. Sobald eine Koralle infiziert ist, kann ihre Polypenkolonie innerhalb weniger Wochen absterben. Die schlecht verstandene Krankheit hat seit 2014 in den Korallenriffen Floridas verheerende Schäden angerichtet und breitet sich in der Karibik weiter schnell aus; Fälle von SCTLD wurden bereits in mindestens 20 Ländern bestätigt.
Die neue Methode stellt nun eine vielversprechende Alternative zum bislang verwendeten Breitbandantibiotikum Amoxicillin dar. Amoxicillin ist zwar bislang (Stand 2023) das einzige Mittel zur Behandlung der Krankheit mit nachgewiesener Wirkung, birgt aber das Risiko bei den Bakterien Resistenzen zu fördern.
Die schützende Wirkung von McH1-7 wurde entdeckt, als Ushijima, Paul et al. dass die Große Sternkoralle (Montastraea cavernosa) an einigen Partien schnell die charakteristischen Läsionen von SCTLD entwickelten und abstarben, während andere Stücke verschont blieben. Bei der eingehenden Untersuchung fanden sich 83 Bakterienstämme mit einer gewissen antimikrobiellen Aktivität, aber McH1-7 zeigte eine besonders deutliche Wirkung: Dieser Stamm stoppte oder verlangsamte das Fortschreiten der Krankheit bei mehr als zwei Drittel von 22 infizierten Korallenfragmenten. Mehr noch, McH1-7 verhinderte die Ausbreitung der Krankheit in allen 12 Übertragungsexperimenten und übertraf darin noch die Antibiotika.
Der Stamm McH1-7 zeigt ein breites Spektrum an antibakterieller Aktivität nicht nur gegen Isolate von Bakterien, die mit SCTLD in Verbindung gebracht werden.
Nach chemische Analysen produziert McH1-7 mindestens zwei potenzielle antibakterielle Wirkstoffe, Korormicin und Tetrabromopyrrol.
Eine Genomanalyse identifizierte die mutmaßlichen Gene für eine L-Aminosäure-Oxidase und mehrere antibakterielle Metalloproteasen (genannt Pseudoalterine).
McH1-7 ist damit das chemisch am besten charakterisierte Korallenprobiotikum für eine wirksame direkte und prophylaktische Behandlung für SCTLD, und damit eine mögliche Alternative zum Einsatz von Antibiotika.
Neben diesen marinen Zielen scheint auch eine Wirkung gegen terrestrische Ziele (d. h. auf dem Land), darunter auch menschliche Krankheitserreger gegeben oder möglich zu sein; sowohl Gram-positive als auch Gram-negative.
Zwar sind nützliche korallenassoziierte Bakterien im Vergleich zu den für das menschliche Darmmikrobiom geeigneten Probiotika noch wenig erforscht. Diese Studien deuten jedoch darauf hin, dass probiotische Bakterien eine praktikable Option zur Eindämmung von Korallenerkrankungen sind.

## Stamm PAMC 21717
Der Pseudoalteromonas-Stamm PAMC 21717 wird der Art P. arctica zugeordnet.
Er produziert die Protease Pro21717, das als Waschmittelenzym Anwendung findet.
Aus Organismen, die in kalten Lebensräumen vorkommen, isolierte Enzyme weisen im Allgemeinen eine höhere katalytische Aktivität bei niedrigen Temperaturen auf als ihre Homologe aus mesophilen Organismen in gemäßigten Zonen.
Unter diesen kälteaktiven Enzymen sind die Proteasen für eine Reihe biotechnologischer Anwendungen sehr nützlich. Dazu gehören insbesondere Wirkstoffe in Wasch- und Geschirrspülmitteln, da sie bereits in kaltem oder mäßig warmem Wasser eine starke proteinabbauende Aktivität aufweisen.
Ha Ju Park et al. identifizierten in dem kälteverträglichen (psychrophilen) Pseudoalteromonas-Stamm PAMC 21717 eine solche als Pro21717 bezeichnete kälteaktive Protease und bestimmten die Struktur ihrer katalytischen Domäne (CD) mit einer Auflösung von 0,14 nm. Die CD-Struktur von Pro21717 zeigt eine Faltung ähnlich wie bei der Protease Subtilisin. Verschiedene Parameter lieferten zudem mögliche Erklärungen für die kälteangepassten Eigenschaften von Pro21717.
Diese Ergebnisse könnten eine Grundlage für industrielle Anwendungen von Pro21717 als kälteaktives Wasch- oder Geschirrspülmittelenzym bilden.

## Stamm SM9913
Der Pseudoalteromonas-Stamm SM9913 gilt in der NCBI-Taxonomie als „unclassified“ mit provisorischem Artnamen Pseudoalteromonas sp. SM9913; die GTDB ordnet diesen Stamm jedoch der Spezies P. tetraodonis zu.
Bei dem Stamm SM9913 handelt es sich um ein Bakterium der Tiefsee-Sedimente.
Der Stamm besitzt (wie auch einige andere Bakterien) die gattungstypische immer vorhandene (‚konstitutive‘) endständige (‚polare‘) Geißel, kann aber auch ggf. durch bestimmte Umgebungsbedingungen induzierbare seitliche (‚laterale‘) Geißeln ausbilden.
Diese Bakterien können daher sowohl im freien Wasser schwimmen, als auch auf viskosen Unterlagen wie dem Tiefseesediment schwärmen.
Die konstitutive polare Geißel ist für das Schwimmen, die induzierten lateralen Geißeln für das Schwärmen unerlässlich.
Dies ist eine spezielle Anpassung an die extremen Bedingungen der Tiefseesedimente als spezieller mikrobieller Lebensraum.
Die Steuerung des Schwarmverhaltens ist bei begeißelten Bakterien kompliziert, insbesondere wenn sie wie SM9913 ein duales Geißelsystem besitzen.
Die beiden Geißelsysteme werden, wiei von Qi Sheng et al. 2023 beschrieben, von zwei unabhängigen Genclustern kodiert. [23,26]. Die Funktion des polaren Flagellums wird durch Chemotaxis vermittelt. Der Stamm SM9913 hat aufgrund einer Nonsense-Mutation im Flagellin-Gen der polaren Gencluster eine im Vergleich zu anderen Pseudoalteromonas-Stämmen abnorm kurze polare Geißel (Flagellum). Ds kurze polare Flagellum hat offenbar nur eine geringe Auswirkung auf die Schwimmfähigkeit des Stammes,
auch wenn die Autoren nicht ausschließen können, dass sich die Bakterien dieses Stamms im bestimmten Situationen sich etwas anders verhalten könnten als andere Vertreter der Gattung mit normal langem polaren Flagellum.
Die Bewegung der polaren Geißel wird durch ein FilZ genanntes Effektor-Protein herunterreguliert, das selbst im Gen filZ innerhalb des Genclusters der lateralen Flagellen kodiert ist. Die Funktion von FilZ ihrerseits wird durch intrazelluläres Cyclo-di-Guanosinmonophosphat (c-di-GMP) gehemmt. Bioinformatische Untersuchungen ergaben, dass filZ-ähnliche Gene in vielen Bakterien mit dualen Geißelsystemen vorhanden sind.

## Namensherkunft
Der Gattungsname leitet sich ab von altgriechisch ψευδής pseudḗs, deutsch ‚falsch‘ und dem Gattungsnamen Alteromonas, der sich seinerseits zusammensetzt aus lateinisch alter ‚ein anderer‘, ‚anders‘ und monas ‚Monade‘, ‚Einheit‘ (Einzeller). Die Bezeichnung deutet also an, dass es sich um nicht echte Alteromonas-Einzeller handelt.
Das Art-Epitheton der Typusspezies, haloplanktis, stammt von altgriechisch ἅλς hals, deutsch ‚Salz‘, ‚Meer‘ (Genitiv: halos), und πλαγκτός planktos, deutsch ‚das Umherirrende‘, ‚Umherstreifende‘ oder ‚Wandernde‘. Die Bezeichnung deutet an, dass es sich um im Meer bzw. Salzwasser umhergetriebene oder -wandernde Organismen handelt (vgl. Plankton).

## Systematik

### Äußere Systematik
Die äußere Systematik der Gattung ist nach der List of Prokaryotic names with Standing in Nomenclature (LPSN) und der Taxonomie des National Center for Biotechnology Information (NCBI) wie folgt:
Domäne: „Bacteria“ Woese et al. 1990
- Phylum: Pseudomonadota Garrity et al. 2021 (früher Proteobacteria genannt)
  - Klasse: Gammaproteobacteria Garrity et al. 2005
    - Ordnung: Alteromonadales Bowman & McMeekin 2005
      - Familie: Pseudoalteromonadaceae Ivanova et al. 2004

Die Genome Taxonomy Database (GTDB) sieht die Gattung in abweichender Familie und Ordnung (innerhalb der Klasse Gammaproteobacteria):
- Ordnung: Enterobacterales_A (Abspaltung)
  - Familie: Alteromonadaceae (sensu lato)

### Artenliste
Die Gattung wurde 1995 von G. Gauthier et al. 1995 als Abspaltung von Alteromonas neu eingerichtet mit den ursprünglichen Spezies (Arten):
P. atlantica, P. aurantia, P. carrageenovora, P. citrea, P. denitrificans, P. espejiana, P. haloplanktis (Typusart, damals mit zwei Subspezies, P. h. subsp. haloplanktis und P. h. subsp. tetraodonis), P. luteoviolacea, P. nigrifaciens, P. rubra, P. undina und P. piscicida.
Die Zuordnung der Stämme auf die einzeln Arten der Gattung ist schwierig und in etlichen Fällen noch in der Diskussion.
Die Artenliste bzw. innere Systematik der Gattung ist (mit Stand 5. September 2023) wie folgt:
- L – List of Prokaryotic names with Standing in Nomenclature (LPSN)[17]
- N – National Center for Biotechnology Information Taxonomy Browser (NCBI)[7]
- G – Genome Taxonomy Database (GTDB)[8]

In der GTDB werden die einige Stämme etwas anders auf die Arten der Gattung aufgeteilt, wodurch einerseits unter den Artnamen Synonymien entstehen, andererseits aber (durch angehängte Großbuchstaben gekennzeichnete) Abspaltungen auftreten; insbesondere sind die Stämme der LPSN-Art P. fuliginea in der GTDB komplett auf andere Arten verteilt:
Pseudoalteromonas Gauthier et al. 1995 (L) bzw.
Gauthier et al. 1995 emend. Beurmann et al. 2017 (N) mit Schreibvariante Pseudalteromonas (L)
- Pseudoalteromonas aestuariivivens Park et al. 2016 (L,N) inkl. P. sp. DB-2 (N)
- Pseudoalteromonas agarivorans Romanenko et al. 2003 (L,N: G: Syn. von P. atlantica)
- Pseudoalteromonas aliena Ivanova et al. 2004 (L,N,G)
- Pseudoalteromonas amylolytica Wu et al. 2017 (L,N,G)
- Pseudoalteromonas antarctica Bozal et al. 1997 (L,N)
- Pseudoalteromonas arabiensis corrig. Matsuyama et al. 2013 (L,N,G) mit Schreibvariante Pseudoalteromonas arabianensis Matsuyama et al. 2013 inkl. P. sp. k53 (N)
  - Referenzstamm: JCM 17292 (N,G) alias k53 oder NCIMB:14688 (N)
  - Stamm: CF6-2 (G, N: nicht zugeordnete Art)
- Pseudoalteromonas arctica Al Khudary et al. 2008 (L,N,G)
  - Referenzstamm: A 37-1-2 (L,N,G) alias DSM 18437 oder LMG 23753 (L)[19]
  - Stämme: PAMC 21717 (N);[15] MelAa3, NEC-BIFX-2020_001, NEC-BIFX-2020_017, M9 (N,G); NEC-BIFX-0059 (N; G: zu P. sp001974875); NEC-BIFX-2020_0012 (N; G: zu P. arctica_A); BSi20429, S8-8, S8-38, TB13, MelAa3, TAB23, GutCa3, 78C3, MelDa3, c7(2019), C1, C8, SA25, Z1A6, 31A1, Z9A4, NZS37, NZS11_1, NZS100_1, NZS127_1, NZS71_1, SWXJ133, SWYJZ19, SWYJZ12, SWXJZ10B, SWYJ118, NGC95, NZS71, NSLLW24, NZS11 (G; N: nicht zugeordnete Arten)
- Pseudoalteromonas arctica_A (G)
  - Referenzstamm: NEC-BIFX-2020_0012 (G; N: zu P. arctica)
- Pseudoalteromonas atlantica (Akagawa-Matsushita et al. 1992) Gauthier et al. 1995 (L,N,G)[20][21]
- Pseudoalteromonas aurantia (Gauthier & Breittmayer 1979) Gauthier et al. 1995 (L,N,G)
- Pseudoalteromonas aurantia_A (G)
- Pseudoalteromonas byunsanensis Park et al. 2005 (L,N,G)
- Pseudoalteromonas caenipelagi Park et al. 2020 (L,N,G)
- Pseudoalteromonas carrageenovora (Akagawa-Matsushita et al. 1992) Gauthier et al. 1995 (L,N,G)
- „Pseudoalteromonas chazhmella“ Ivanova & Bowman 2004 (N)
- Pseudoalteromonas citrea (Gauthier 1977) Gauthier et al. 1995 (L,N,G)
- Pseudoalteromonas denitrificans (Enger et al. 1987) Gauthier et al. 1995 (L,N,G)
- Pseudoalteromonas distincta (Romanenko et al. 1995) Ivanova et al. 2000 (L; G: inkl. Referenzstamm von P. flavipulchra) mit Synonym Pseudoalteromonas paragorgicola Ivanova et al. 2002 (L,N)
- Pseudoalteromonas donghaensis Oh et al. 2011 (L,N;G: Syn. von P. lipolytica)
- Pseudoalteromonas elyakovii (Ivanova et al. 1997) Sawabe et al. 2000 (L,N; G: inkl. einiger Stämme von P. flavipulchra)
- Pseudoalteromonas espejiana (Chan et al. 1978) Gauthier et al. 1995 (L,N,G)
  - Referenzstamm: DSM:9414 alias ATCC:29659, CCUG:16147, CIP:104112, JCM:20705, BCCM/LMG:2866, NBRC:102222 oder NCIMB:2127 (N)
  - Stamm: BAL-31[22]
- Pseudoalteromonas fenneropenaei Ying et al. 2016 (L,N)
- Pseudoalteromonas flavipulchra Ivanova et al. 2002 inkl. P. sp. NCIMB2033 (L,N;G)
  - Referenzstamm: NCIMB 2033 alias ATCC BAA-314, KMM:3630 oder BCCM/LMG:20361 (L,N; G: zu P. distincta)
  - Stämme: NCIMB 2033 alias ATCC BAA-314 und SCSIO 43202 sowie LMG 20361 (N; G: zu P. elyakovii)
  - Stamm: S1925 (N; G: zu P. piscicida )
  - Stamm: JG1 (N; G: zu P. sp002850255)
- Pseudoalteromonas fuliginea (Romanenko et al. 1995) Machado et al. 2016 (L,N,G)
- Pseudoalteromonas galatheae Paulsen et al. 2021 (L,N,G)
- „Pseudoalteromonas ganghwensis“ Baik & Chun 2005 (N)
- Pseudoalteromonas gelatinilytica Yan et al. 2016 (L,N,G)
- „Pseudoalteromonas gracilis“ Sawabe et al. 2000 (L,N)
- Pseudoalteromonas haloplanktis (ZoBell & Upham 1944) Gauthier et al. 1995 (L,N,G) – Typusart (L,G). veraltet: „Vibrio haloplanktis“ ZoBell & Upham 1944 (L)[23][A. 4]
  - Referenzstamm: ATCC 14393 (L,N) alias CIP 103197, DSM 6060, IAM 12915, JCM 20767, LMG 2852, NBRC 102225, NCCB 71020 (L) oder 215[2][1]
  - Stämme: ANT/505, TAB23, TAE56, TAE79, TAE80 (N)
- „Pseudoalteromonas hodoensis“ Chi et al. 2014 (L,N)
- Pseudoalteromonas issachenkonii Ivanova et al. 2002 (L,N; G: Syn. von P. tetraodonis)
- Pseudoalteromonas lipolytica Xu et al. 2010 (L,N,G)
- Pseudoalteromonas lipolytica_A (G)
- Pseudoalteromonas lipolytica_C (G)
- Pseudoalteromonas luteoviolacea (Gauthier 1982 ex Gauthier 1976) Gauthier et al. 1995 (L,N,G)
- Pseudoalteromonas luteoviolacea_A (G)
- Pseudoalteromonas luteoviolacea_B (G)
- Pseudoalteromonas luteoviolacea_C (G)
- Pseudoalteromonas luteoviolacea_D (G)
- Pseudoalteromonas luteoviolacea_E (G)
- Pseudoalteromonas luteoviolacea_F (G)
- Pseudoalteromonas luteoviolacea_G (G)
- Pseudoalteromonas luteoviolacea_H (G)
- Pseudoalteromonas luteoviolacea_I (G)
- Pseudoalteromonas luteoviolacea_J (G)
- Pseudoalteromonas maricaloris Ivanova et al. 2002 (L,N; G: Syn. von P. elyakovii)
- Pseudoalteromonas marina Nam et al. 2007 (L,N,G)[24][25]
  - Referenzstamm: DSM 17587 (N,G) alias Mano4 oder KCTC:12242 (N)[26]
- Pseudoalteromonas mariniglutinosa (ex Berland et al. 1969) Romanenko et al. 2003 (L,N; G: Syn. von P. haloplanktis)
- „Pseudoalteromonas marinoglutinosa“ (ex ZoBell et al. 1944) Komandrova et al. 1998 (L: Referenzstamm KMM 232)
- Pseudoalteromonas neustonica Hwang et al. 2016 (L,N,G)
- Pseudoalteromonas nigrifaciens (Beurmann et al. 1984 ex White 1940) Gauthier et al. 1995 (G), veraltet Alteromonas nigrifaciens (ex White 1940) Beurmann et al. 1984 mit Schreibvariante Alteromonas nigrificans[27]
  - Referenzstamm: 217 alias ATCC:19375, CIP:104111, DSM:8810, IAM:13010, JCM:20792, KMM:661, BCCM/LMG:2227, NBRC:103036, NCIMB:8614 oder NCTC:10691 (N)
- Pseudoalteromonas ostreae Cuny et al. 2021 (L,N,G)
- Pseudoalteromonas peptidolytica Venkateswaran & Dohmoto 2000 (L,N,G)[28]
  - Referenzstamm: F12-50-A1 alias CIP:107066, MBICC F1250A1, NBRC:101021 oder DSM:14001 (N)
  - Stämme: J010, McH1-7[10] und PS5 (G; N: nicht zugeordnete Arten)
- Pseudoalteromonas phenolica Isnansetyo & Kamei 2003 (L,N,G) inkl. Pseudoalteromonas sp. O-BC30 (N)
  - Referenzstamm: KCTC:12086 (N,G) alias IAM:14989, JCM:21460 oder O-BC30 (N)
  - Stämme: O-BC30 (N); O-BC30 (UCSD), O-BC30 (SDU), S4048 (G); CL-TW1[29]
- Pseudoalteromonas phenolica_A (G)
  - Referenzstamm: S1093 (G)
  - Stämme: S1189, S3898 (G)
- Pseudoalteromonas phenolica_B (G)
  - Referenzstamm: S3663 (G)
- Pseudoalteromonas piratica Beurmann et al. 2017 (L,N,G)
- Pseudoalteromonas piscicida (ex Bein 1954) Gauthier et al. 1995 (L,N; G: inkl. Stamm S1925 von P. flavipulchra)
  - Referenzstamm: JCM 20779 (N,G) alias ATCC:15057 (N; G: anderer Stamm); CIP:103300, NBRC:103038, NRRL:B-3099 oder IAM:12932 (N)
  - Stämme: ATCC:15057 (G; N: Alias des Referenzstamms); S1925 (G; N: zu P. flavipulchra); S2040, S2050, S1948, S2053, S2049, S1947, S2048, OANN1, NJ631 (G); O-7 (N)
- Pseudoalteromonas piscicida_A (G)
  - Referenzstamm DE2-B (G)
  - Stämme DE2-A, DE1-A (G)
- Pseudoalteromonas piscicida_B (G)
  - Referenzstamm 36Y_RITHPW (G)
- „Pseudoalteromonas porphyrae“ Dimitrieva et al. 2006 (L,N; G: Syn. von P. neustonica)
- Pseudoalteromonas profundi Zhang et al. 2016 (L,N; G: Syn. von P. gelatinilytica)
- Pseudoalteromonas prydzensis Bowman 1998 (L,N,G)
- Pseudoalteromonas prydzensis_A (G)
- Pseudoalteromonas rhizosphaerae Navarro-Torre et al. 2020 (L,N,G)
- Pseudoalteromonas rubra (Gauthier 1976) Gauthier et al. 1995 (L,N,G)
- Pseudoalteromonas rubra_A (G)
- Pseudoalteromonas rubra_B (G)
- Pseudoalteromonas rubra_D (G)
- Pseudoalteromonas rubra_E (G)
- Pseudoalteromonas rubra_F (G)
- Pseudoalteromonas ruthenica Ivanova et al. 2002 (L,N,G)
- Pseudoalteromonas shioyasakiensis Matsuyama et al. 2014 (L,N,G)
- Pseudoalteromonas shioyasakiensis_A (G)
- Pseudoalteromonas shioyasakiensis_B (G)
- „Pseudoalteromonas spiralis“ Rathgeber et al. 2006 (L,N; G: Syn. von P. tetraodonis)
- Pseudoalteromonas spongiae Lau et al. 2005 (L,N,G)
- „Pseudoalteromonas telluritireducens“ Rathgeber et al. 2006 (L,N; G: Syn. von P. atlantica)
- Pseudoalteromonas tetraodonis (Simidu et al. 1990) Ivanova et al. 2001 (L,N,G), früher P. haloplanktis tetraodonis Simidu et al. 1990 oder Alteromonas tetraodonis
  - Referenzstamm: GFC (G; N: nicht zugeordnete Art)[A. 5][27]
  - Pseudoalteromonas-Stamm SM9913; rot: die polare, blau: eine laterale Geißel. Balken: 1 µm.Stämme: PAMC 22718, SM9913,[3] TB41 (G; N: nicht zugeordnete Arten)
- Pseudoalteromonas translucida Ivanova et al. 2002 (L,N,G)
- Pseudoalteromonas tunicata Holmström et al. 1998 (L,N,G)
  - Referenzstamm: D2 (SDU) (G,N) alias CCUG:44952, CIP:105928 oder CCUG:26757 (N)
  - Stämme: D2 (Moore[A. 6]), D2 (UNS) (G); SMS2[30][31]
- Pseudoalteromonas ulvae Egan et al. 2001 (L,N,G)
- Pseudoalteromonas undina (Chan et al. 1978) Gauthier et al. 1995 (L,N,G)
- „Pseudoalteromonas viridis“ Nishijima et al. 2005 (N,G)
- „Pseudoalteromonas whanghaensis“ Baik & Chun 2005 (N: Referenzstamm FR1324)
- Pseudoalteromonas xiamenensis Zhao et al. 2014 (L,N,G)
- „Pseudoalteromonas xishaensis“ Luo et al. 2013 (L,N) inkl. P. sp. E418 (N)
- Pseudoalteromonas sp000239855 (G) syn. P. sp. BSi20652 (N)
- Pseudoalteromonas sp001468485 (G) syn. P. sp. H71 (N)
- Pseudoalteromonas sp001469215 (G) syn. P. sp. H105 (N)[32][33]
- Pseudoalteromonas sp001974875 (G) syn. P. sp. EB27 (N) inkl. P. sp. TAE56, P. sp. NSLLW218
  - Referenzstamm: EB27 (N,G)
  - Stämme: HyVt-327 (G); TAE56, NSLLW218 (G; N: nicht zugeordnete Arten); NEC-BIFX-0059 (G; N: zu P. arctica)
- Pseudoalteromonas sp002850255 (G) syn. P. sp. NC201 (N)
  - Referenzstamm: NC201 (N,G)
  - Stamm: JG1 (G; N: zu P. flavipulchra)
- Pseudoalteromonas sp024124545 (G) syn. P. sp. XMcav2-N (N)
- Pseudoalteromonas sp. CF6-2 (N; G: Syn. von P. arabiensis)[10][14]
- Pseudoalteromonas sp. ER72M2 (N)[22]
- Pseudoalteromonas sp. H2 (N)[4]
- Pseudoalteromonas sp. H6 (N)[34]
- Pseudoalteromonas sp. J010 (N; G: Syn. von P. peptidolytica)[10]
- Pseudoalteromonas sp. McH1-7 (N; G: Syn. von P. peptidolytica)[10]
- Pseudoalteromonas sp. PAMC 22718 (N; G: Syn. von P. tetraodonis)[3]
- Pseudoalteromonas sp. PS5 (N; G: Syn. von P. peptidolytica)[10]
- Pseudoalteromonas sp. QC44 (N) mit Schreibvariante Pseudoalteromonas sp. QC-44[35]
- Pseudoalteromonas-Stamm SM9913; rot: die polare, blau: eine laterale Geißel. Balken: 1 µm.Pseudoalteromonas sp. SM9913 (N; G: Syn. von P. tetraodonis)[3]
- Pseudoalteromonas sp. SJN2 (N)[4]
- Pseudoalteromonas sp. TB41 (N; G: Syn. von P. tetraodonis)
- Pseudoalteromonas spp. (weitere mögliche Arten mit vorläufigen Bezeichnungen nach NCBI bzw. nach GTDB)

Verschiebungen zu anderen Gattungen nach LPSN:
- Pseudoalteromonas bacteriolytica Sawabe et al. 1998 (L) ⇒ Algicola bacteriolytica (Sawabe et al. 1998) Ivanova et al. 2004[36]
- Pseudoalteromonas nigrifaciens (Beurmann et al. 1984 ex White 1940) Gauthier et al. 1995 (L,N) ⇒ Alteromonas nigrifaciens (ex White 1940) Beurmann et al. 1984 (nicht bei G)
- Pseudoalteromonas sagamiensis Kobayashi et al. 2003 (L) ⇒ Algicola sagamiensis (Kobayashi et al. 2003) Nam et al. 2007

Zu einigen der Arten sind Referenzstamm (Typstamm, oft gekennzeichnet durch ein hochgestelltes T) und andere Stämme angegeben. Wie stets ist der Doppelpunkt im Namen der Stämme einem Leerzeichen äquivalent.

## Viren
Die Stämme der Gattung Protoalteromonas infizierende Viren (Bakteriophagen) werden Protoalteromonas-Phagen (PSA-Phagen) genannt.
Die vorgeschlagenen Virustaxa sind erst teilweise durch das International Committee on Taxonomy of Viruses (ICTV) offiziell bestätigt.
Die bekannten PSA-Phagen gehören folgenden Hauptgruppen an:
- der Klasse Tectiliviricetes im Phylum Preplasmiviricota (Polinton-artige Viren, PLVs – Realm Varidnaviria)
- der Klasse Caudoviricetes (Prokaryoten-Viren mit Kopf-Schwanz-Aufbau – Morphotypen: Podoviren, Myoviren, Siphoviren) im Phylum Uroviricota (Realm Duplodnaviria)
- der Klasse Faserviricetes im Phylum Hofneiviricota (filamentöse d. h. fadenförmige Phagen – Realm Monodnaviria)

Siphovirale und filamentöse PSA-Phagen sind in den Polargebieten vorherrschend, während einige myovirale und siphovirale PSA-Phagen in der Tiefsee häufiger vorkommen.

### Mitglieder derTectiliviricetes
ICTV-bestätigte Arten
- Ordnung Vinavirales
  - Familie Corticoviridae
    - Gattung Corticovirus (früher PM2-like viruses)[40]
      - Spezies Corticovirus Cr39582
        - Stamm Pseudoalteromonas-Phage Cr39582 – Wirt P. sp. Cr6751[24]

      - Spezies Corticovirus PM2
        - Stamm Pseudoalteromonas-Phage PM2 alias Alteromonas-Phage PM2 – Wirt: P. espejiana BAL-31,[41][22] P. sp. ER72M2[22]

noch nicht vom ICTV bestätigte Vorschläge (Stand 9. September 2023)
- Ordnung Vinavirales
  - Familie Corticoviridae
    - Gattung Corticovirus (früher PM2-like viruses)
      - Spezies Pseudoalteromonas-Phage GXT1010[42]

### Mitglieder derCaudoviricetes
Die Viren oder Phagen dieser Klasse haben meist ein sehr enges Wirtsspektrum und infizieren gewöhnlich nur Bakterien (oder ggf. Archaeen) einer bestimmten Art oder gar innerhalb dieser nur eines bestimmen Stammes; das gilt auch für die PSA-Phagen dieser Gruppe. Unter den PSA-Phagen sind alle drei in dieser Klasse bekannten Morphotypen vertreten: Siphoviren, Myoviren und Podoviren (diese wurden früher als – sehr große – Virusfamilien angesehen).
Interessanterweise zeigen einige der sog. Helgoland-Pseudoalteromonas-Phagen hybride Merkmale aus diesen drei Caudoviricetes-Morphotypen in sich vereinigt, darunter die Phagen HS1, HS2 und HS6.
Beispielsweise sind die HS6-ähnlichen Phagen modulare Hybride, die aus einem Siphovirus-ähnlichen, nicht kontraktilen „Schwanz“ bestehen, der mit einem Myovirus-Mu-ähnlichen „Kopf“ (Kapsid) verschmolzen ist. Die folgenden Zuordnungen zu Morphotypen sind daher eher tentativ zu verstehen:
ICTV-bestätigte Arten
- Morphotyp Podoviren
  - Familie Schitoviridae, Unterfamilie Fuhrmanvirinae:
    - Gattung Matsuvirus
      - Spezies Pseudoalteromonas-Virus pYD6A (wiss. Matsuvirus pYD6A)
        - Stamm Pseudoalteromonas-Phage pYD6-A[24][38] – Wirt P. sp. YD6[44]

  - Familie Zobellviridae
    - EM-Aufnahme eines Viruspartikels der Gattung Melvirus (PSA-HP1 oder RIO-1), Morphotyp der Podoviren.Gattung Melvirus (früher RIO1-like viruses)[43]
      - Spezies Melvirus helgolandense
        - Stamm Pseudoalteromonas-Phage HP1 alias Pseudoalteromonas phage PSA-HP1 – Wirt P. sp. 13–15[45]

      - Spezies Pseudoalteromonas-Virus RIO1 (wiss. Melvirus orientalis)
        - Stamm Pseudoalteromonas-Phage RIO-1 – Wirt P. marina CL-E25P[43]

- Morphotyp Myoviren
  - Familie Peduoviridae
    - Gattung Catalunyavirus
      - Spezies Catalunyavirus C5a
        - Stamm Pseudoalteromonas-Phage C5a[24] – Wirt P. sp. RHS, Stamm 402[46]

  - ohne Familienzuweisung
    - Gattung Qingdaovirus
      - Spezies Qingdaovirus J21
        - Stamm Pseudoalteromonas-Phage J2-1 alias Pseudoalteromonas-Phage SL20 – Wirt P. phenolica[47]

    - Gattung Shandongvirus
      - Spezies Shandongvirus H101
        - Stamm Pseudoalteromonas-Phage H101 – Wirt P. marina[48]

- Morphotyp Siphoviren
  - (noch kein offiziell anerkannter Fall)

noch nicht vom ICTV bestätigte Vorschläge (Stand 9. September 2023)
- Morphotyp Podoviren
  - ohne Familienzuweisung
    - Gattung Lederbergvirus (früher P22-like viruses)
      - Spezies Pseudoalteromonas-Virus vB_PspP-H6/1
        - Stamm Pseudoalteromonas-Phage vB_PspS-H6/1 – Wirt: P. sp. H6[34]

    - Gattung HS2-like viruses (Podoviren nach Varona 2020)[45] – Siphoviren nach Duhaime 2017[43]
      - Spezies: s. u.

    - ohne Gattungszuweisung
      - Spezies Pseudoalteromonas-Phage PH1[24] – Wirt P. marina Mano4[49]
      - Spezies Pseudoalteromonas-Phage vB_PtuP_Slicky01 syn. Pseudoalteromonas-Phage Slicky – Wirt P. tunicata SMS2[A. 8][31][50]

- Morphotyp Myoviren
  - Familie Peduoviridae (frühere Unterfamilie Peduovirinae)
    - ohne Gattungszuweisung
      - Spezies Pseudoalteromonas-Phage DW[51] – Wirt P. distincta[52]

  - ohne Familienzuweisung
    - Gattung Qingdaovirus (früher HM1-like viruses)[43]
      - Spezies Pseudoalteromonas-Phage HM1 syn. Pseudoalteromonas-Phage PSA-HM1[43] – Wirt P. sp. H71[53]
      - Spezies Pseudoalteromonas-Phage PH357[24] – Wirt: P. sp. BH357[54]

    - ohne Gattungszuweisung
      - Spezies Pseudoalteromonas-Phage Maelstrom[24]

- Morphotyp Siphoviren
  - ohne Familienzuweisung
    - EM-Aufnahme eines PSA-HS1-Viruspartikels.Gattung HS1-like viruses[43]
      - Spezies Pseudoalteromonas-Phage H105/1 syn. Pseudoalteromonas-Phage PSA-HS4 – Wirt P. sp. H105[32]
      - Spezies Pseudoalteromonas-Phage HS1 syn. Pseudoalteromonas-Phage PSA-HS1 – Wirt: P. sp. H105[43][55][56]
      - Spezies Pseudoalteromonas-Phage HS5 syn. Pseudoalteromonas-Phage PSA-HS5 – Wirt: P. sp. H105[33][57]

    - EM-Aufnahme eines PSA-HS2-Viruspartikels.Gattung HS2-like viruses[43] – Podoviren nach Varona 2020[45]
      - Spezies Pseudoalteromonas-Phage HS2 syn. Pseudoalteromonas-Phage PSA-HS2[45][43] – Wirt: P. sp. H100, daneben P. 13-15[43][45]
      - Spezies Pseudoalteromonas-Phage HS8 – Wirt: P. sp. H100, daneben P. 13-15[43][A. 9]

    - EM-Aufnahme eines Viruspartikels von PSA-HS6 mit Myovirus-Kopf und Siphovirus-Schwanz.Gattung HS6-like viruses[43]
      - Spezies Pseudoalteromonas-Phage HS6 syn. Pseudoalteromonas-Phage PSA-HS6 – Wirt P. sp. H100[43]

    - ohne Gattungszuweisung
      - Spezies Pseudoalteromonas-Phage AL – Wirt P. marina Mano4[24]
      - Spezies Pseudoalteromonas-Phage B8b – Wirt P. sp. QC-44, P. sp SXBYC5n, P. sp. HK-3, Alteromonas sp. MED111[35]
      - Spezies Pseudoalteromonas-Phage BS5 – Wirt P. atlantica[20]
      - Spezies Pseudoalteromonas-Phage C7 – Wirt P. atlantica[21]
      - Spezies Pseudoalteromonas-Phage H103 – Wirt P. marina[25][58]
      - Spezies Pseudoalteromonas-Phage KB12-38 – Wirt P. sp. KB12-38[A. 10][59][60][61][62]
      - Spezies Pseudoalteromonas-Phage PHS21 – Wirt P. marina Mano4[63][24]
      - Spezies Pseudoalteromonas-Phage PHS3 – Wirt P. marina DSM 17587[64][24]
      - Spezies Pseudoalteromonas-Phage Pq0 – Wirt P. sp. Bq0[65][24] (mit Ziffer Null)
      - Spezies Pseudoalteromonas-Phage SL25 – Wirt P. marina Mano4[24][66]
      - Spezies Pseudoalteromonas-Phage TW1 syn. Pseudoalteromonas-phenolica-Bacteriophage TW1 – Wirt P. phenolica[29]
      - Spezies Pseudoalteromonas-Phage vB_PspS-H40/1 syn. Pseudoalteromonas-Phage H40/1 – Wirt P. sp. H40[67][21]
      - TEM-Aufnahme von vB_PhoS_XC-Viruspartikeln (Klasse Caudoviricetes, Morphotyp Siphoviren)Spezies Pseudoalteromonas-Phage vB_PhoS_XC[68] vermutl. syn. zu Pseudoalteromonas-Phage XC[38] – Wirt P. hodoensis H7[68]
      - Spezies Pseudoalteromonas-Phage XCL1123 syn. Pseudoalteromonas-Phage PSA_SG14[38] – Wirt P. marina DSM 17587[38][69]
      - Spezies Pseudoalteromonas-Phage PSA_SG14 XC[38]

- Morphotyp unbekannt
  - ohne Familienzuweisung
    - ohne Gattungszuweisung
      - Spezies Pseudoalteromonas-Phage PS_L5[26]

### Mitglieder derFaserviricetes
Zi-Chao Yu et al. isolierten 2015 den fadenförmigen (filamentösen) Phagen f327 aus dem Pseudoalteromonas-Stamm BSi20327 vom arktischen Meereis. Sie zeigten auch, dass diese Gruppe von Phagen im arktischen Meereis weit verbreitet ist. Eine Bestätigung durch das ICTV steht derzeit (September 2023) noch aus:
Ordnung Tubulavirales
- ?Familie Inoviridae
  - ohne Gattungszuweisung
    - Pseudoalteromonas filamentous phage f327, Wirt: P. sp. BSi20327

Es gibt derzeit (Stand August 2023) Metagenomik-Hinweise auf 16 weitere filamentöse PSA-Phagen (darunter PCG2, PCG6, PCG11, PCG15 und PCG20) und nochmals so viele ins Wirtsgenom integrierte Prophagen.